# Нощта срещу 13-и
„Нощта срещу 13-и“ е български игрален филм (криминален) от 1961 година на режисьора Антон Маринович, по сценарий на Александър Хаджихристов. Оператор е Трендафил Захариев. Музиката във филма е композирана от Атанас Бояджиев.

## Сюжет
Тодор Примов (Апостол Карамитев) е бивш царски офицер, който преминава на страната на партизаните и след 9 септември 1944 година завършва висше образование, става главен инженер и технически ръководител на няколко строителни обекта. Една вечер докато обикаля обектите при силен дъжд и тежък терен, колата с него и още двама души катастрофира тежко.
След като се възстановява и завръща на работа, започват да се случват странни неща – злополуки, изтичане на секретна информация. Майор Андрей Панов (Коста Цонев), боен другар на Тодор, е изпратен да разследва случая. Тъй като го познава добре от много години, той знае, че Тодор е далтонист, но при разследването с учудване забелязва, че сега инженерът различава цветовете. Това е главна отправна точка в разследването, след което става ясно, че катастрофата е предизвикана от брата-близнак на Тодор, Първан Примов, който през нощта на катастрофата убива брат си и заема неговото място за да може да извършва вражеска диверсия.

## Състав

### Актьорски състав
| Изпълнител                                           | Роля |
| ---------------------------------------------------- | --- |
| Апостол Карамитев                                    | инж. Тодор Примов, главен инженер (бивш полковник) / капитан Първан Примов, брат близнак и диверсант         |
| Коста Цонев                                          | майор Андрей Панов следовател от МВР и бивш член на бригадния щаб                                            |
| Георги Георгиев – Гец (като Георги Георгиев)         | генералът МВР - Държавна сигурност                                                                           |
| Ани Цонева (Анахид Тачева)                           | Савина Романова племенница на Андрей, секретарка на инж. Примов и ръководител на Секретните служби във Варна |
| Пенка Василева (като П. Василева)                    | баба Стояна съседката на баба Рада                                                                           |
| Стефан Сърбов (като Ст. Сърбов)                      | докторът Манев Велизар Петров Манев                                                                          |
| Иван Андонов                                         | инженер Михаил (Мишо, Мишка) Рачев първи помощник на инж. Примов                                             |
| Йордан Спасов (като Йор. Спасов)                     | Пепо / куция майстор Христо Панайотов Семов (Куцан бей) / инженер Дренски / пияният рибар в кръчмата         |
| Стоил Попов (като Ст. Попов)                         | Пенев шофьорът на инж. Примов                                                                                |
| Валентина Василева (като В. Василева)                | Рачето дъщерята на Тодор                                                                                     |
| Анани Анев (като А. Анев)                            | инженер Добрев първият ръководител ва фабриката в Металоград                                                 |
| Щилян Кунев (като Щ. Кунев)                          | инженер Николов вторият ръководител ва фабриката в Металоград                                                |
| Георги Банчев (като Г. Банчев)                       | генерал Георги Марков                                                                                        |
| Николай Савов (като Н. Савов)                        | Боян Велев следовател от Пловдивската милиция                                                                |
| Георги Попов (като Г. Попов)                         | следователят Митев от Държавна сигурност                                                                     |
| Кирил Янев (като К. Янев)                            | инженер Томов дежурният инженер на сензоскопа                                                                |
| Крюгер Николов (като Кр. Николов)                    | бай Стоил пазачът на сензоскопа                                                                              |
| Герасим Младенов (като Г. Младенов)                  | обущарят |
| П. Пехливанова                                       | телефонистката                                                                                               |
| Трифон Джонев (като Тр. Джонев)                      | председателят                                                                                                |
| Владимир Русинов (като В. Русинов)                   | |
| Сашо Симов (като С. Симов)                           | чичо Аврам Аврамов касиер на службата на инж. Примов                                                         |
| Динко Динев (не е посочен в надписите на филма)      | майорът от летище Враждебна                                                                                  |
| Найчо Петров (не е посочен в надписите на филма)     | Иван „Крана“ пияницата от пивница „Севастопол“                                                               |
| Лиляна Филипова (не е посочена в надписите на филма) | сътрудничката в службата за точното време в радио София                                                      |
| Емил Стефанов (не е посочен в надписите на филма)    | подполковник Васил Цонев                                                                                     |
| Борислав Иванов (не е посочен в надписите на филма)  | инженер Славеев помощникът на главния инженер                                                                |

### Творчески и технически екип
| Режисьор           | Антон Маринович                                    |
| Сценарий           | Александър Хаджихристов                            |
| Оператор           | Трендафил Захариев                                 |
| Художник           | Найден Петков                                      |
| Музика             | Атанас Бояджиев                                    |
| Звукооператор      | Евгени Ганчев                                      |
| Декори Архитект    | Мария Иванова                                      |
| Монтаж             | М. Попова                                          |
| Костюми            | В. Бибина                                          |
| Асистент-режисьори | Исак Хеския Емилия Маринович                       |
| Асистент-оператори | Димитър Велев Атанас Тасев                         |
| Помощник оператор  | Венец Димитров                                     |
| Директор           | Борислав Якимов                                    |
| Производство       | Студия за игрални филми – София /Copyright © 1961/ |

## Награди
- Първа награда на режисьора Антон Маринович (Варна, 1961).
- Втора награда на актьора Коста Цонев (Варна, 1961).